# Asesinatos en Shinjuku-Kabukicho Love Hotel
Los asesinatos de Shinjuku-Kabukicho Love Hotel es el apodo que se le da a una serie de asesinatos sin resolver cometidos en las áreas de Shinjuku y Kabukicho de Tokio en 1981. Las tres víctimas, todas mujeres, fueron estranguladas por la noche en hoteles del amor. Los asesinatos sólo cesaron después de que sobreviviera una cuarta víctima.

## Asesinatos
En los medios japoneses, en aras del anonimato, a veces los nombres son sustituidos por seudónimos vagos como Señor A, Víctima B o Ama de casa C. Así:

### Anfitriona A
La primera víctima, conocida bajo el seudónimo de Hostess A, fue vista con vida por última vez registrándose en la habitación 401 del hotel New El Sky con un joven el 19 de marzo de 1981. Al día siguiente, alrededor de las 10 de la mañana, no había ni rastro de la víctima, que a esa hora debía haber abandonado el hotel. Esto provocó que una empleada ingresara a su habitación, donde encontró a la víctima muerta estrangulada. Una identificación encontrada junto a ella la identificó como una anfitriona local de 33 años (En Japón, en locales públicos y de ocio las anfitrionas se encargan de dar la bienvenida al cliente y guiarle a su lugar). Sin embargo, su identificación resultó ser fraudulenta. En realidad era una mujer de 45 años que abandonó a su esposo e hijo en 1975 para vivir en Kabukicho. Las autoridades especularon que podría haber trabajado como prostituta y que el asesino pudo haberla recogido de su trabajo en un cabaret.

### Anfitriona B
La segunda víctima, conocida como Anfitriona B, fue encontrada estrangulada con sus pantis la noche del 25 de abril de 1981. Aproximadamente una hora antes de que se descubriera su cuerpo, fue vista registrándose en la habitación 203 del hotel Coca Palace con un hombre. Faltaba toda su ropa excepto su yukata. El asesino dejó algunos objetos insignificantes de la víctima, como aretes, sandalias, cigarrillos y un encendedor.
Se estimó que la víctima tenía unos 20 años y 1,57 m de altura. Debido a que la policía no pudo identificarla, hicieron público un boceto de la mujer. Sin embargo, esto no produjo resultados. Las autoridades creen que pudo haber llegado hacía poco a la gran ciudad desde una zona rural porque tenía los pulmones limpios y los dientes en mal estado.

### Shoujo A.
El 14 de junio de 1981, la tercera víctima, conocida bajo el alias de Shoujo A, fue vista con vida por última vez registrándose en una habitación del hotel Higashioka con un hombre. Más tarde, el hombre salió solo del hotel y se cruzó con dos empleados al salir del edificio. Los testigos dijeron que el hombre vestía traje. Debido a los recientes asesinatos, los empleados sospecharon de él y fueron a revisar su habitación de hotel. En la habitación encontraron a la víctima desnuda con las manos y los pies atados y sus propios pantis enrollados alrededor del cuello. Cuando la encontraron estaba inconsciente, todavía viva, pero luego murió en el hospital.
La víctima fue posteriormente identificada como una joven estudiante de 17 años que vivía en Kawaguchi, ya que en la habitación se encontraron sus libros prestados de la biblioteca. Durante la autopsia se encontró café en su estómago. Esto llevó a las autoridades a creer que conoció al asesino en una cafetería. Horas antes se había despedido de su novio en Shinjuku. Probablemente acudió al lovehotel porque ejercía la prostitución en secreto, aunque también había mencionado el día antes que había conocido a alguien que podría ayudarla a convertirse en actriz.

### Tentativa de asesinato
El 25 de junio de 1981, un hombre invitó a una anfitriona de un salón de recreativos a un love hotel. Después de registrarse en el hotel alrededor de las 23:00 horas, el hombre comenzó a estrangular a la mujer. Ella se defendió de su agresor, lo que provocó que este le robara la billetera y huyera.

## Similitudes entre los asesinatos
La policía vinculó todos los asesinatos y el intento de asesinato con el mismo sospechoso desconocido debido a las circunstancias similares de los crímenes. En los tres asesinatos se detectó metanfetamina en las víctimas. No se encontraron marcas de inyección en los cuerpos, por lo que se cree que ingirieron la droga por vía oral. También se desconoce si las víctimas bebieron la sustancia a la fuerza o de forma consensuada. Además, la segunda y tercera víctima fueron estranguladas con sus pantis, y el método de estrangulamiento en el tercer y cuarto caso era similar.

### Sospechoso
Los testigos describieron al sospechoso como un hombre joven y bien vestido de unos 1,60 m de altura. En el tercer y cuarto incidente, se informó que llevaba gafas de montura negra y tenía la cara redonda. A pesar de haber sido visto por múltiples testigos y la víctima sobreviviente, nunca se hizo un retrato robot del asesino.

## Secuelas
Aunque estos establecimientos priman la discreción, después de los asesinatos, se convirtió en una práctica habitual instalar cámaras de seguridad en los lovehotels. Además, los asesinatos reforzaron la percepción de que Kabukicho era un lugar peligroso.
En 2016, corrieron rumores en Japón de que se produjo un incendio en un hotel donde una de las víctimas fue asesinada, matando a una mujer de unos sesenta años. El rumor también cuenta que dos días después del primer incendio, otro incendio destruyó el hotel donde fue asesinada otra víctima. Se demostró que estos rumores eran falsos después de que se descubrió que esos hoteles cerraron antes de 2016.